# Jörg Andrees Elten

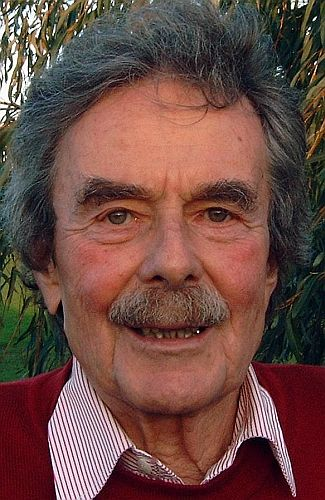
Jörg A. Elten (2010)

Jörg Andrees Elten (auch Swami Satyananda; * 30. März 1927 in Dresden; † 29. Januar 2017 in Stellshagen) war ein deutscher Journalist und Schriftsteller.

## Leben
Elten war Schüler der Nationalpolitischen Erziehungsanstalt (Napola) in Naumburg/Saale und von März bis Mai 1945 noch Kriegsteilnehmer als Panzergrenadier in einer Einheit der Waffen-SS.
Später arbeitete er sechs Jahre lang als Nahost- und Afrika-Korrespondent für die Süddeutsche Zeitung und danach als Reporter der Zeitschrift Stern.
Für die Zeit berichtete er in den 1960er Jahren aus Israel und Russland.
1977 reiste Elten zu einem Interview mit dem damaligen Premierminister Morarji Desai nach Indien, wo er auch Bhagwan Shree Rajneesh in Poona besuchte und von ihm so beeindruckt war, dass er selbst Sannyasin wurde. Eltens kurz darauf erschienener Artikel über seine Erfahrungen in Poona trug wesentlich dazu bei, dass Bhagwan und seinem Ashram in der Folgezeit im Westen, namentlich in Deutschland, immer größere Aufmerksamkeit zuteilwurde.
1979 erschien Eltens Tagebuch über sein Leben im Ashram, Ganz entspannt im Hier und Jetzt!, das ein Bestseller wurde und Tausende junger Deutscher dazu motivierte, selbst nach Indien zu reisen, um Bhagwan zu begegnen. 1990 folgte ein zweites Buch, in dem Elten über das Ende der Rajneeshpuram-Kommune in Antelope (Oregon) Mitte der 1980er Jahre und über seine eigenen Erlebnisse beim Neustart als freier Schriftsteller im kalifornischen Santa Barbara berichtete. In seinem ebenfalls autobiografischen dritten Buch Karma und Karriere schließlich beschäftigte sich Elten vor allem mit zwei zentralen Themen unserer Zeit: Angst und Vertrauen.
Nach acht Jahren in den USA kehrte Elten Ende der 1990er Jahre nach Deutschland zurück und lebte seit 1998 in Stellshagen in Westmecklenburg, wo er zusammen mit seiner Partnerin Martina Kaltenbach das Institut für Kreativität und Meditation leitete, in dem er Seminare und Workshops anbot, aber auch weiter regelmäßig Beiträge für Zeitschriften wie etwa die Kolumne Klartext der deutschen Ausgabe der Osho Times verfasste. Elten hinterließ drei Töchter.

## Werke
- In Allahs Hand. Eine abenteuerliche Orientreise im Auto (zusammen mit Johann Albrecht Cropp). Ullstein-Verlag, Frankfurt(Main) 1956
- Ganz entspannt im Hier und Jetzt! Tagebuch über mein Leben mit Bhagwan in Poona. Rowohlt, Reinbek 1979; Satyananda, Stellshagen 2008, ISBN 978-3-9808415-1-1
- Alles ganz easy in Santa Barbara. Hoffmann und Campe, Hamburg 1990; überarbeitete Neuauflage: Satyananda, Stellshagen 2009, ISBN 978-3-9808415-2-8
- Karma und Karriere. Leben in Zeiten der Angst. Hoffmann und Campe, Hamburg 1992; Satyananda, Stellshagen 2002, ISBN 3-9808415-0-2